# Балаян, Олег Рубенович
Олег Рубенович Балаян (род. 16 марта 1954) — советский и российский военный деятель и педагог, организатор науки, доктор военных наук, профессор, генерал-лейтенант. Начальник Военной академии воздушно-космической обороны имени Маршала Советского Союза Г. К. Жукова (2004—2009). Ректор Тверской государственной сельскохозяйственной академии (2009—2018).

## Биография
Родился 16 марта 1954 года в Ставрополе.
С 1970 по 1975 год обучался в Ставропольском высшем военном авиационном училище лётчиков и штурманов противовоздушной обороны, по окончании которого получив специализацию по применению средств управления авиацией. С 1975 года служил в Войсках ПВО СССР — Войсках противовоздушной и противоракетной обороны Российской Федерации. С 1975 по 1989 год служил на различных командно-штабных должностях в войсках Сибирского, Уральского и Московского военных округах, в том числе штурманом, старшим штурманом, начальником командного пункта и командиром эскадрильи.
С 1986 по 1989 год обучался на командном факультете Военной Краснознамённой командной академии противовоздушной обороны имени Маршала Советского Союза Г. К. Жукова. С 1989 по 1992 год — заместитель начальника штаба и начальник штаба истребительного авиационного полка. С 1992 по 1994 год — начальник штаба авиационной дивизии ПВО в составе 4-й отдельной армии ПВО С 1994 года — начальник оперативного отдела — заместитель начальника Оперативного управления Главного штаба ПВО. С 1996 года — заместитель начальника Оперативного управления Московского округа ПВО. С 1997 по 1999 год обучался в Военной академии Генерального штаба Вооружённых сил Российской Федерации. С 1999 по 2004 год — командир 3-й дивизии ПВО и командир 32-го корпуса ПВО.
С 2004 по 2009 год — начальник Военной академии воздушно-космической обороны имени Маршала Советского Союза Г. К. Жукова. В 2004 году О. Р. Балаян защитил диссертацию на соискание учёной степени кандидат военных наук, в 2009 году — доктор военных наук. В 2006 году ему было присвоено учёное звание доцент по кафедре вооружения и тактики радиотехнических войск, в 2010 году — профессор по кафедре оперативного искусства. О. Р. Балаян являлся автором более ста научных работ по вопросам подготовки кадров для войск Противовоздушной обороны, форм и способов действия Вооружённых Сил Российской Федерации в воздушно-космическом пространстве и контроль воздушного пространства.

### Педагогическая и общественно-политическая деятельность
С 2009 года на научно-педагогической и руководящей работе в Тверской государственной сельскохозяйственной академии в должности проректора по учебной работе и исполняющий обязанности ректора этой академии. С 2009 по 2018 год — ректор Тверской государственной сельскохозяйственной академии.
С 2009 года одновременно с педагогической занимался и общественно-политической деятельности являясь членом Генерального совета партии «Единой России» и заместителем председателя Центрального совета партии «Единая Россия» по Центральному федеральному округу. С 2012 был избран депутатом и председателем постоянной комиссии по депутатской этике и противодействию коррупции Тверской городской думы. В 2016 году был избран секретарём Тверского регионального отделения «Единой России».

## Награды
- Орден «За военные заслуги»[1][2][3]